# FC Zürich (femenino)
El Fussballclub Zürich Frauen es la sección femenina del FC Zürich, un club suizo de fútbol. Viste de blanco y juega en la Primera División suiza, en el Sportanlage Heerenschürli de Zürich.
Se fundó en 1970, y se llamaba SV Seebach Zürich hasta que se convirtió en la sección femenina del FC Zürich en 2009. Entre 1980 y 1998 ganó doce ligas y siete copas. Tras casi una década de sequía, desde 2007 ha vuelto a repuntar con cinco ligas y tres copas. Desde entonces se ha convertido en un habitual en la Liga de Campeones, donde ha llegado tres veces a los octavos de final.

## Récord en la Liga suiza
Primera División
- 1973-1980: 6.º — 3.º — 8.º — 2.º — 2.º — 3.º — ?.º — 1.º
- 1981-1990: 1.º — 1.º — 1.º — 2.º — 1.º — 2.º — 1.º — 1.º — 2.º — 1.º
- 1991-2000: 1.º — 2.º — 1.º — 1.º — 2.º — 8.º — 6.º — 1.º — 5.º — 5.º
- 2001-2010: 7.º — 8.º — 5.º — 6.º — 3.º — 5.º — 2.º — 1.º — 1.º — 1.º
- 2011-2014: 4.º — 1.º — 1.º — 1.º

## Récord en la Liga de Campeones
- 2009: FP 1-1 Vitebsk, 3-2 Sarajevo, 2-0 Galway — 1/8 2-7 Arsenal, 1-7 Lyon, 3-5 Neulengbach
- 2010: 1/16: 0-2 0-3 Linköping
- 2011: 1/16: 2-3 1-4 Torres
- 2013: FP: 2-0 Pomurje, 4-0 Atasehir, 8-0 Gintra — 1/16 1-1 0-1 Juvisy
- 2014: FP: 5-0 Ouriense, 4-1 Ekonomist, 3-0 Klaksvik — 1/16 2-1 1-1 Sparta — 1/8 0-3 1-3 Barcelona
- 2015: FP: 1-1 Minsk, 2-0 Riga, 4-0 Konak — 1/16 5-2 2-0 Osijek — 1/8 Glasgow (Pendiente)

## Palmarés
| Competición nacional    | Títulos | Subcampeonatos | Años campeón | Años subcampeón                                                              |
| ----------------------- | ------- | -------------- | --- | ---------------------------------------------------------------------------- |
| Superliga de Suiza (24) | 24      | ¿?             | 1980, 1981, 1982, 1983, 1985, 1987, 1988, 1990, 1991, 1993, 1994, 1998, 2008, 2009, 2010, 2012, 2013, 2014, 2015, 2016, 2018, 2019, 2022, 2023 | ¿?                                                                           |
| Copa de Suiza (15/13)   | 15      | 13             | 1981, 1986, 1987, 1988, 1989, 1990, 1993, 2007, 2012, 2013, 2015, 2016, 2018, 2019, 2022                                                       | 1977, 1978, 1979, 1982, 1985, 1991, 1994, 1995, 1998, 2005, 2006, 2017, 2021 |